# Monoxid de carbon
Monoxidul de carbon reprezintă o combinație între un atom de carbon și un atom de oxigen (formula chimică: CO). Este un gaz asfixiant, toxic, incolor și inodor, care ia naștere printr-o ardere (oxidare) incompletă a substanțelor care conțin carbon. Acest proces are loc în cazul arderii la temperaturi înalte într-un loc sărac în oxigen, formându-se monoxidul în locul bioxidului de carbon. Monoxidul de carbon nu întreține arderea.

## Toxicitate
Este un gaz foarte toxic omului, deoarece face legătura permanentă cu hemoglobina din sânge, astfel persoana murind prin asfixiere.
Timpul în care omul moare este determinat de concentrația de monoxid de carbon din aer: 
- 0.1% — omul moare într-o oră
- 1% — omul moare în 15 minute
- 10% — omul moare imediat

## Sinteză
În laborator, monoxidul de carbon se poate obține prin mai multe căi:
1. Dehidratarea acidului formic cu acid sulfuric concentrat: HCOOH → H2O + CO
2. Trecerea unui curent de dioxid de carbon peste cărbune încins: CO2 + C → 2CO
3. Încălzirea unei pulberi de zinc metalic în prezența carbonatului de calciu: Zn + CaCO3 → ZnO + CaO + CO

Industrial, monoxidul de carbon este produs prin oxidarea gazului natural (gazului metan): 2CH4 + O2 → 2CO + 4H2

## Utilizare
Utilzarea monoxidului de carbon este pentru: 
- Combustibili (gazul de generator și gazul de apă)
- Obținerea fontei (este agent reducător)